# Carolina Serrano Larrea
Andrea Carolina Serrano Larrea (Cuenca, 1999) es una científica ecuatoriana, especializada en ingeniería biomédica, que forma parte de la lista de “Innovadores menores de 35 Latinoamérica 2020”, de la revista MIT Technology Review. Fue una de las ganadoras del concurso mundial Hult Prize 2020 con su proyecto “GelWear”, un modelo de pañal biodegradable y amigable con el medio ambiente.

## Trayectoria
Carolina Serrano, nació en Cuenca, provincia de Azuay, Ecuador, en 1999. A temprana edad ingresa a las universidades Piamonte oriental Amedeo Avogadro (Italia) y Humboldt de Berlín (Alemania).
En el concurso mundial Hult Prize, con su proyecto GelWear, para la elaboración de pañales a base de bagazo de caña, ganó 100 mil dólares del millón en premios, a entregar.
Serrano es ingeniera biomédica por la Universidad Yachay Tech y se graduó con honores cum laude. Actualmente reside en España donde cursa el máster Europeo en Ciencias Cosméticas y Dermatológicas Traslacionales, en el que participan varias universidades internacionales. Para cumplir con estos estudios ella asiste a los centros universitarios Piemonte Orientale, de Italia; Miguel Hernández, de España; de Namur, de Bélgica; y Humboldt, de Alemania.

## Proyecto GelWear
La idea para trabajar con el bagazo de caña surgió en 2017, mientras Serrano estudiaba Biomedicina en Yachay. Fue así como creó su empresa GelWear, cuya propuesta es la elaboración de pañales con una membrana de gel absorbente, hecha de celulosa vegetal. En el proyecto participaron también otro biomédico y dos estudiantes de Yachay Tech, entre ellas, Daniela Serrano, hermana de Carolina.
La propuesta desarrolla pañales reutilizables con una membrana o cubierta cambiable completamente biodegradable, realizados a partir de los desechos de la caña de azúcar.
Estos pañales cumplen la misma función que un pañal convencional, no contaminan el ambiente, reduce el número de unidades necesarias por consumidor y es más compatible con la piel del bebé, puntualizó Carolina Serrano. 
Actualmente, el proyecto se encuentra en fase de desarrollo, Serrano manifestó que: “estamos consolidando a GelWear como empresa, ya está registrada y buscamos inversionistas para la adquisición de maquinaria y empezar la producción mínima viable. Esperamos que con el reconocimiento de los innovadores nuestro proyecto tenga más acogida para los inversionistas. 
También nos hemos reunido con el Secretario de Senescyt, Agustín Albán, para que nos apoye y seguir desarrollando nuestro proyecto”. En esta línea, Serrano indicó que buscan trabajar en una rama de investigación, en colaboración con jóvenes científicos sobre todo de Yachay Tech, así como vincular a comunidades indígenas en la producción de los pañales, “queremos que el pañal sea 100% hecho con manos ecuatorianas, y qué mejor que buscar en los sectores de Otavalo y Atuntaqui, donde están los productores textiles”. 
Ante los medios esta ingeniera biomédica ha expresado que "es necesario que en Ecuador haya mayor esfuerzo para desarrollar el área de estudios que se conoce como STEM, que es Science, Technology, Engineering and Mathematics (Ciencia, Tecnología, Ingeniería y Matemáticas)". Asimismo ha indicado que es importante que los jóvenes de su país "persigan sus sueños, se preparen, pero sobre todo persistan en sus metas, porque el esfuerzo es lo que guía los grandes éxitos".

## Metas
La joven científica y CEO de GelWear actualmente se encuentra enfocada en sus estudios de maestría en España, “Ser parte de esta lista y haber sido seleccionada por una de las universidades más importantes del mundo es un paso muy importante, no solo para mi carrera, sino para demostrar y visibilizar que las mujeres jóvenes en el campo de la ciencia podemos generar investigación de alto impacto”.
El proyecto de Carolina Serrano puede incidir en la industria de los pañales desechables y evitar la contaminación para el medio ambiente. Un niño usa unos 2.500 pañales en su vida, un pañal tarda 500 años en descomponerse y muchos países no tienen un buen sistema de manejo de desechos, por lo que los pañales pueden crear un problema de salud pública. Con los pañales ecológicos, diseñados por Carolina, se evitaría esto, pues se trata de un producto que tiene una membrana cambiable completamente biodegradable, pues está hecho a partir de los desechos de la caña de azúcar.

## Premios
Su proyecto denominado GelWear fue uno de los 30 proyectos finalistas en el concurso para optar del premio Hult Prize 2020, galardón para proyectos universitarios, encabezado por Bill Clinton, que tiene un primer premio de un millón de dólares de capital semilla.